# Sivi kamion crvene boje
Pour plus de détails, voir Fiche technique et Distribution.
Sivi kamion crvene boje (Сиви камион црвене боје, littéralement « le camion gris de couleur rouge ») est un film serbe réalisé par Srdjan Koljevic, sorti en 2004.

## Synopsis
Avant les guerres de Yougoslavie, un camionneur daltonien rencontre une jeune femme éprise de liberté.

## Fiche technique
- Titre : Sivi kamion crvene boje
- Titre original : Сиви камион црвене боје
- Réalisation : Srdjan Koljevic
- Scénario : Srdjan Koljevic
- Musique : Misko Plavi
- Photographie : Goran Volarevic
- Montage : Marko Glusac
- Production : Maksa Catovic
- Société de production : Komuna, E-motion Film et Thoke Moebius Film Company
- Pays de production :  Serbie,  Allemagne et  Slovénie
- Genre : Aventure, comédie romantique et guerre
- Durée : 95 minutes
- Dates de sortie : 
  - Serbie : 11 août 2004

## Distribution
- Srdjan Todorovic : Ratko
- Aleksandra Balmazovic : Suzana
- Dragan Bjelogrlić : Svabo
- Bogdan Diklic : Pop
- Boris Milivojevic : Grbavi
- Milutin Karadzic : Sredoje

## Distinctions
Le film a été nommé aux Prix du cinéma européen dans la catégorie Meilleur acteur Srdjan Todorovic. Il a également reçu le prix FIPRESCI au festival international du film de Varsovie.